# Ampem Darkoa Ladies Football Club
Maillots
Actualités
Dernière mise à jour : 20 mai 2022.
Le Ampem Darkoa Ladies FC est un club de football féminin ghanéen basé à Techiman.

## Histoire

### La rivalité avec Hasaacas sur la scène nationale
En 2016, le club remporte le championnat pour la première fois après avoir battu leurs rivales, les Hasaacas, en finale (1-0) grâce à un but de Grace Asantewaa. Ampem Darkoa récidive la saison suivante en disposant cette fois des Lady Strikers en finale, toujours portées par leur buteuse Asantewaa.
Ampem Darkoa décroche la supercoupe en 2018 en battant Prisons Ladies en finale sur la plus petite des marges.
En 2020-2021, Ampem Darkoa perd face à Hasaacas en finale de championnat, puis de coupe du Ghana. Le club renverse la situation la saison suivante en battant Hasaacas aux tirs au but en finale du championnat (1-1, 5-4), puis à nouveau en finale de coupe (1-0).
Ampem Darkoa conserve son titre en championnat en dominant une nouvelle fois Hasaacas aux tirs au but (1-1, 5-3). En coupe, le club bat les Police Ladies en finale et décroche un deuxième doublé national consécutif.

### Ampem Darkoa en compétitions continentales
Après avoir échoué en 2022 en finale du tournoi de la zone UFOA-B face aux Bayelsa Queens, championnes du Nigeria (0-3), Ampem Darkoa prend sa revanche l'année suivante en battant les Delta Queens (1-0) au même stade de la compétition. Cette victoire leur offre un ticket pour la Ligue des champions africaine.
Lors de son premier match de Ligue des champions, le 6 novembre 2023, Ampem Darkoa bat les championnes en titre de l'AS FAR 2-1. Le club termine finalement quatrième de la compétition, perdant le match pour la troisième place contre l'AS FAR par 2 buts à 0.

## Palmarès
| Compétitions nationales | Compétitions internationales                 |
| --- | -------------------------------------------- |
| - Championnat du Ghana (4) - Champion : 2016, 2017, 2022, 2023 - Finaliste : 2015, 2019, 2021 - Coupe du Ghana (2) - Vainqueur : 2022, 2023 - Finaliste : 2021 - Supercoupe du Ghana (2) - Vainqueur : 2017, 2018 - Finaliste : 2022, 2024 | - Tournoi de l'UFOA-B (1) - Vainqueur : 2023 |